# Terry-Thomas
Pour les articles homonymes, voir Thomas.
 (novembre 2022).
Si vous disposez d'ouvrages ou d'articles de référence ou si vous connaissez des sites web de qualité traitant du thème abordé ici, merci de compléter l'article en donnant les références utiles à sa vérifiabilité et en les liant à la section « Notes et références ».
Thomas Terry Hoar Stevens, dit Terry-Thomas, né le 14 juillet 1911 à Londres (quartier de Finchley), et mort le 8 janvier 1990 à Godalming dans le Surrey, est un acteur britannique.
Terry-Thomas est connu pour avoir interprété des membres peu recommandables de la haute société et tout particulièrement les goujats, mais également pour ses dents écartées, son porte-cigarette, sa robe de chambre et, en France, pour son rôle de « Big Moustache » dans La Grande Vadrouille.

## Biographie
Terry-Thomas est né au 53 Lichfield Grove, dans le quartier de Finchley, dans le nord londonien. Il a été le deuxième plus jeune de quatre enfants nés d'Ernest Frederick Stevens, directeur général d'une entreprise de boucherie au marché de Smithfield et - à temps partiel - acteur amateur, et de sa femme Ellen Elizabeth Stevens, née Hoar. Enfant, Terry-Thomas a été souvent appelé « Tom », diminutif utilisé par sa famille. Il a mené une enfance généralement heureuse, mais il pense que ses parents ont secrètement désiré une fille à sa place. Au moment où il atteint l'adolescence, le mariage de ses parents a échoué et les deux sont devenus alcooliques. Dans l'espoir de les ramener ensemble, Terry-Thomas tente souvent de les divertir en effectuant des numéros burlesques improvisés, en récitant des blagues, en chantant et dansant autour de la maison familiale. Son père s'éloignant de plus en plus de sa famille, ses parents divorcent dans les années 1920.

### Débuts et carrière
Il a tout d'abord travaillé dans un cabaret et comme figurant avant de trouver le succès comme comique pendant la Seconde Guerre mondiale. Après guerre, il travaille à la télévision et à la radio mais ce n'est que dans les années 50 qu'il développe son fameux personnage, tout d'abord dans des séries à la télévision comme How Do You View? puis par la suite dans des films. Son interprétation du Major Hitchcock dans Ce sacré z'héros (Private's Progress, 1956) de John et Roy Boulting donne naissance à sa fameuse phrase « You're an absolute shower ». Il devient alors un des favoris dans la comédie britannique. En 1959, il reprend le rôle de Hitchcock dans I'm All Right Jack et apparaît dans de nombreux films comme Lucky Jim ou Ce sacré confrère (Brothers in Law). Il est connu en France pour avoir tenu le rôle de « Big Moustache » dans La Grande Vadrouille aux côtés de Bourvil et de Louis de Funès.
On l'a également vu dans le 14e épisode de la série Amicalement vôtre (The Persuaders) dans le rôle du cousin « boulet » de Brett Sinclair : Archibald « Archie » Sinclair-Beauchamps.

### Vie personnelle
Il se marie en 1938 avec Ida Patlanski mais divorce en 1962 pour se remarier l'année suivante avec Belinda Cunnigham avec qui il aura deux enfants : Timothy et Cushan. Terry-Thomas est le cousin de Richard Briers.
En 1971, la maladie de Parkinson est diagnostiquée. Il prend sa retraite en 1977. Durant les années 1980, il connait des hauts et des bas et rédige avec l’aide du nègre littéraire Terry Baum une autobiographie intitulée Terry-Thomas Tells Tales (Terry-Thomas raconte des histoires), laquelle sera publiée à titre posthume en 1992. En 1989, l’acteur Jack Douglas et Richard Hope-Hawkins organisent un concert au profit de Terry-Thomas après avoir appris qu’il vivait dans l’oubli et était gravement malade. Ce gala, présidé par Michael Caine et d’une durée de cinq heures, a lieu au London's Theatre Royal, le chanteur Phil Collins tenant le haut de l'affiche avec 120 autres artistes. Les bénéfices de ce spectacle atteignent £75 000 et sont versés à Thomas et à l’association Parkinson's UK. Richard Briers devient président de cette association après avoir été témoin de la maladie de son cousin.

## Filmographie
- 1948 : A Date with a Dream de Dicky Leeman : Terry
- 1949 : Helter Skelter de Ralph Thomas
- 1955 : Melody Club de Monty Berman
- 1956 : Ce sacré z'héros (Private's Progress) de John Boulting : Major Hitchcock
- 1956 : Une bombe pas comme les autres (The Green Man) de Robert Day et Basil Dearden : Charles Boughtflower
- 1957 : Ce sacré confrère (Brothers in Law) de Roy Boulting : Alfred Green
- 1957 : Sept Jours de malheur (Lucky Jim) de Roy Boulting : Bertrand Welch
- 1957 : Fric-Fracs à gogo (Blue Murder at St. Trinian's) de Frank Launder : Captain Romney Carlton-Ricketts
- 1957 : La Vérité presque nue (The Naked Truth) de Mario Zampi : Lord Henry Mayley
- 1958 : Gai gai marions nous ! (Happy Is the Bride) de Roy Boulting : Policier
- 1958 : Les Aventures de Tom Pouce (tom thumb) de George Pal : Ivan
- 1959 : Ni fleurs ni couronnes (Too Many Crooks) de Mario Zampi : Billy Gordon
- 1959 : Sois toujours diplomate (Carlton-Browne of the F.O.) de Roy Boulting et Jeffrey Dell : Cadogan de Vere Carlton-Browne
- 1959 : Après moi le déluge de Roy Boulting : Major Hitchcock
- 1960 : Un vison pour mademoiselle (Make Mine Mink) de Robert Asher : Major Albert Rayne
- 1961 : A Matter of Who de Don Chaffey : Archibald Bannister
- 1961 : His and Hers de Brian Desmond Hurt : Reggie Blake
- 1962 : Appartement pour homme seul (Bachelor Flat) de Frank Tashlin : Professeur Bruce Patterson
- 1962 : Operation Snatch de Robert Day : Lt. 'Piggy' Wigg
- 1962 : Les Amours enchantées (The Wonderful World of the Brothers Grimm) de Henry Levin et George Pal : Ludwig
- 1963 : La Souris sur la Lune (The Mouse on the Moon) de Richard Lester : Maurice Spender
- 1963 : Un monde fou, fou, fou, fou (It's a Mad, Mad, Mad, Mad World) : Lt.Col. J. Algernon Hawthorne
- 1965 : Comment tuer votre femme (How to murder your wife) de Richard Quine : Charles Firbank
- 1965 : Étranges compagnons de lit (Strange Bedfellows) de Melvin Frank : Assistant Mortician
- 1965 : Ces merveilleux fous volants dans leurs drôles de machines (Those Magnificent Men in Their Flying Machines) de Ken Annakin : Sir Percy Ware-Armitage
- 1966 : Opération Marrakech (Our Man in Marrakesh) de Don Sharp : El Caid
- 1966 : Frankenstein et les faux-monnayeurs (Munster, Go Home) de Earl Bellamy : Freddie Munster
- 1966 : The Sandwich Man de Robert Hartford-Davis
- 1966 : La Grande Vadrouille de Gérard Oury : Sir Reginald, dit « Big Moustache »
- 1967 : Le Grand Départ vers la Lune (Rocket to the Moon) de Don Sharp : Captain Sir Harry Washington Smythe
- 1967 : Petit guide pour mari volage (A Guide of the Married Man) de Gene Kelly : Conseiller technique
- 1967 : Arabella de Mauro Bolognini : Directeur d'hôtel
- 1967 : Arrriva Dorellik de Steno
- 1968 : Danger : Diabolik ! (Diabolik) de Mario Bava : Le ministre de l'Intérieur
- 1968 : Te casse pas la tête Jerry (Don't Raise the Bridge, Lower the River) de Jerry Paris : H. William Homer
- 1968 : Que faisiez-vous quand les lumières se sont éteintes ? (Where Were You When the Lights Went Out ?) de Hy Averback : Ladislaus Walichek
- 1968 : Adorablement vôtre (How Sweet It Is!) de Jerry Paris : Gilbert Tilly
- 1968 : Opération fric (Sette volte sette) de Michele Lupo : Inspecteur de Scotland Yard
- 1969 : Gonflés à bloc (Monte Carlo or Bust) de Ken Annakin : Sir Cuthbert Ware-Armitage
- 1969 : Arthur! Arthur! de Samuel Gallu : Clennery Tubbs
- 1969 : 12 + 1 (Una su 13) de Nicolas Gessner et Luciano Lucignani : Albert
- 1970 : Le Mur de l'Atlantique de Marcel Camus : Le commandant Perry
- 1971 : L'Abominable Docteur Phibes (The Abominable Dr. Phibes) de Robert Fuest : Dr Longstreet
- 1971 : Amicalement vôtre (épisode 14) : Archie Sinclair-Beauchamp
- 1972 : Le Retour de l'abominable Docteur Phibes (Dr. Phibes Rises Again) de Robert Fuest : Lombardo
- 1972 : La Grosse Affaire (Colpo grosso... grossissimo... anzi probabile) de Tonino Ricci : Pierre Le Compte
- 1973 : Les Enfants de chœur (Gli Eroi) de Duccio Tessari : Major John Cooper
- 1973 : Le Caveau de la terreur (The Vault of Horror) de Roy Ward Baker : Arthur Critchit
- 1973 : Robin des Bois de Wolfgang Reitherman : Sir Hiss (voix)
- 1975 : Side by Side de Bruce Beresford : Max Nugget
- 1976 : The Bawdy Adventures of Tom Jones de Cliff Owen : Black Bess
- 1977 : Mon "Beau" légionnaire (The Last Remake of Beau Geste) de Marty Feldman : Gouverneur
- 1978 : Kingdom of Gifts de Ted Kneeland : Le Maire (voix)
- 1978 : Le Chien des Baskerville (The Hound of the Baskervilles) de Paul Morrissey : Dr Mortimer